# Kalvsjön (Almundsryds socken, Småland)
Kalvsjön är en sjö i Tingsryds kommun i Småland och ingår i Mieåns huvudavrinningsområde. Sjön har en area på 0,0615 kvadratkilometer och ligger 140 meter över havet. Sjön avvattnas av vattendraget Mieån.

## Delavrinningsområde
Kalvsjön ingår i det delavrinningsområde (626285-143631) som SMHI kallar för Ovan 625889-143765. Medelhöjden är 142 meter över havet och ytan är 18,43 kvadratkilometer. Det finns inga avrinningsområden uppströms utan avrinningsområdet är högsta punkten. Avrinningsområdets utflöde Mieån mynnar i havet. Avrinningsområdet består mestadels av skog (66 procent) och öppen mark (15 procent). Avrinningsområdet har 0,93 kvadratkilometer vattenytor vilket ger det en sjöprocent på 5,1 procent.